# Szkoła Podoficerów Piechoty dla Małoletnich Nr 1
Szkoła Podoficerów Piechoty dla Małoletnich Nr 1 – szkoła podoficerska piechoty Wojska Polskiego.

## Formowanie i zmiany organizacyjne
9 października 1928 minister spraw wojskowych rozkazem B. Og. Org. 6250 Szkol. zapowiedział utworzenie, do dnia 15 listopada tego, „wojskowej szkoły dla małoletnich kandydatów na podoficerów zawodowych piechoty” oraz zatwierdził tymczasowe warunki przyjęcia uczniów.
Zadaniem szkoły było przygotowanie kondydatów do zawodu podoficerskiego w piechocie przez odpowiednie wychowanie oraz wyszkolenie, zarówno wojskowe, jak i ogólne. Czas trwania i program nauki był przewidziany na trzy lata, podczas których uczniowie zdobywali wiedzę ogólną w zakresie klas 5-7 szkoły powszechnej oraz wyszkolenie wojskowe (głównie na trzecim nauki) w zakresie pułkowej szkoły podoficerskiej piechoty
Kandydaci do szkoły musieli spełniać następujące warunki:
- posiadać obywatelstwo polskie,
- mieć ukończonych 14, a nie przekroczonych 16 lat życia,
- posiadać wiedzę w zakresie czterech klas szkoły powszechnej,
- posiadać odpowiednie warunki fizyczne, kwalifikujące ich do przyszłej zawodowej służby wojskowej[1]

Rozkazem z 2 listopada 1928 utworzono Szkołę Podoficerską w Koninie. W jej skład weszły: komenda, kwatermistrzostwo, pluton administracyjny i trzy kompanie szkolne. Szkołę rozlokowano w koszarach zajmowanych wcześniej przez III batalion i kadrę zapasową 68 pułku piechoty. Komenda i dwie kompanie stacjonowały przy ulicy Solnej, a trzecia kwaterowała na ul. Zagórowskiej.
Oddziałem gospodarczym był 68 pułk piechoty.
8 maja 1930 minister spraw wojskowych rozkazem B. Og. Org. 2169 Wyszk. zatwierdził „warunki przyjęcia do Szkoły Podoficerskiej Piechoty dla Małoletnich w Koninie, obowiązujące od szkolnego 1930/31 począwszy” i przemianował Szkołę Podoficerską w Koninie na Szkołę Podoficerską Piechoty dla Małoletnich.
31 sierpnia 1931 minister spraw wojskowych rozkazem B. Og. Org. 4377 Org. przemianował Szkołę Podoficerską dla Małoletnich w Koninie na Szkołę Podoficerską Piechoty dla Małoletnich Nr 1 bez zmiany składów osobowych i zadań. Zmiana nazwy związana była z przeorganizowaniem Szkoły Podoficerów Zawodowych Piechoty w Grudziądzu na Szkołę Podoficerską Piechoty dla Małoletnich Nr 2.
24 lipca 1938 szkoła została przeniesiona do Lubawy, gdzie zajęła nowo wybudowane koszary.

## Obsada personalna szkoły
Komendanci szkoły
- mjr piech. Mieczysław Pretsch (15 XI 1928[6] – 15 X 1932 → dowódca baonu w 17 pp[7][8])
- mjr dypl. piech. Franciszek Jachieć (15 IX 1932[7] – 31 XII 1935 → stan spoczynku[9])
- ppłk piech. Hugo Korneliusz Mijakowski (XI 1935 – IX 1939)

Organizacja i obsada personalna w 1939
Pokojowa obsada personalna szkoły w marcu 1939:
- komendant – ppłk Hugo Korneliusz Mijakowski
- adiutant – kpt. Witold Szymaniak
- lekarz medycyny – por. lek. Włodzimierz Aleksander Kmicikiewicz
- z-ca komendanta ds. gospodarczych – kpt. adm. (piech.) Józef Krupnik
- oficer administracyjno-materiałowy – kpt. adm. (piech.) Maksymilian Kasiewicz
- oficer gospodarczy – kpt. int. Józef Kurowski
- dowódca 1 kompanii – kpt. Walerian Teodor Poniatowski
- dowódca plutonu – kpt. Kazimierz Marciniak
- dowódca plutonu – por. Władysław Franciszek Frey
- dowódca plutonu – por. Eugeniusz Grodek
- dowódca 2 kompanii – kpt. Stefan Kozdrój
- dowódca plutonu – kpt.  Edmund Hieronim Kupniewski
- dowódca plutonu – por. Albin Kwaśniowski
- dowódca plutonu – por. Roman Michał Wincenty Siemek
- dowódca 3 kompanii – kpt. Aleksander Warwas
- dowódca plutonu – por. Czesław Stefan Fickowski
- dowódca plutonu – por. Ryszard Kremky
- dowódca plutonu – por. Witold Franciszek Stankiewicz